# Lophotis savilei
Sisão-saheliano, abetarda-do-sael ou sisão-do-sahel (Lophotis savilei) é uma espécie de ave da família Otididae, a qual é constituída por 24 espécies e 11 géneros diferentes.
Pode ser encontrada nos seguintes países: Burkina Faso, Camarões, Chade, Costa do Marfim, Gambia, Mali, Mauritânia, Níger, Nigéria, Senegal e Sudão.
A sua alimentação consiste em sementes e de pequenos insetos.